# Zverevo
Zverevo (en russe : Зве́рево) est une ville minière de l'oblast de Rostov, en Russie. Sa population s'élevait à 21 495 habitants en 2013.

## Géographie
Zverevo se trouve à 140 km au nord-est de Rostov-sur-le-Don. 

## Histoire
Zverevo se développe à partir d'une cité minière fondée au début du XXe siècle. Elle reçoit le statut de commune urbaine en 1929 et celui de ville en 1989.

## Population
Recensements (*) ou estimations de la population
| 1926* | 1939* | 1959*  | 1970*  | 1979*  |
| ----- | ----- | ------ | ------ | ------ |
| 2 399 | 7 500 | 10 853 | 16 644 | 21 695 |

| 1989*  | 2002*  | 2010*  | 2012   | 2013   |
| ------ | ------ | ------ | ------ | ------ |
| 28 206 | 25 536 | 22 411 | 21 899 | 21 495 |

## Économie
Zverevo est un centre houiller de l'est du Donbass.